# Petritsch
Petritsch [ˈpɛtritʃ] (bulgarisch Петрич) ist eine Stadt und Verwaltungssitz der gleichnamigen Gemeinde in der Oblast Blagoewgrad im Südwesten Bulgariens am Fuße des Gebirges Belasiza in der Nähe der Grenze zu Griechenland. Petritsch ist nach Blagoewgrad die zweitgrößte Stadt in der Oblast.
Petritsch ist eine alte Stadt am Unterlauf der Struma und bekannt für die Gebirgslandschaft in der Umgebung.
Die Stadt hatte etwa rund 26.000 Einwohner im Jahr 2022.

## Geschichte

### Antike und Mittelalter

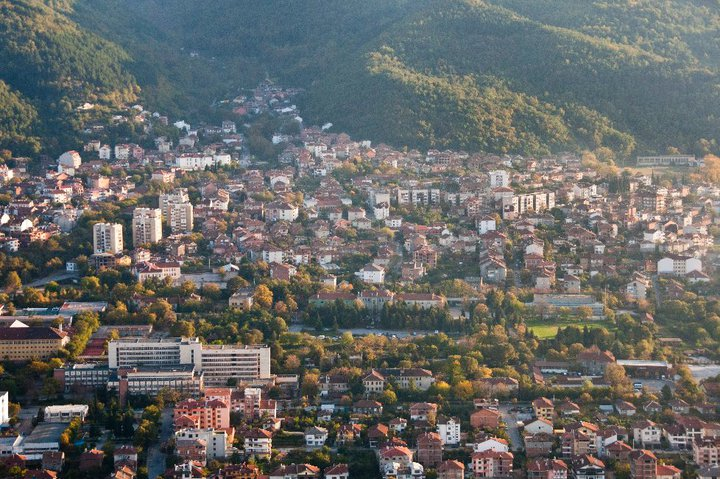
Petrich aus der Vogelperspektive

Die Ursprünge der Stadt reichen bis zu den Thrakern zurück. Im 1. Jahrhundert v. Chr. eroberten die Römer das Territorium der Thraker.
Die Siedlung der thrakischen Maeder 10 Kilometer nordöstlich des heutigen Stadtzentrums entwickelte sich zu einer gut befestigten römischen Stadt und Festung mit dem Namen Petra. Im 4. Jahrhundert wurde die Stadt von den Slawen erobert und niedergebrannt. Wahrscheinlich haben die Bewohner der zerstörten Stadt danach in der Nähe das heutige Petritsch neu gegründet. Die slawische Endung „-itsch“ weist darauf hin, dass die Stadt von Slawen bewohnt war.
Die Ausbreitung des Bulgarischen Staates im frühen Mittelalter führte zu der Eingliederung der Region um Petritsch. In der Folge des Krieges, den der bulgarische Khan Presian I. gegen Byzanz führte, und nach dem Aufstand der Slawen im Strumagebiet, schloss sich die slawische Stadt Petritsch 837 dem Bulgarischen Reich an, wurde jedoch von Byzanz kurz darauf zurückerobert. In dieser Zeit verlagerte sich das Stadtzentrum weiter südlich vom Tal in den Ausläufer der Belasiza.
Petritsch wurde während der Herrschaft von Knjaz Boris (852–889) dem Bulgarischen Staat dauerhaft angegliedert. In den folgenden Jahrhunderten war Petritsch eine strategisch und militärisch wichtige Siedlung und Festung im bulgarischen Südwesten, besonders während der zahlreiche Kriege von Zar Zar Samuil (958–1014) gegen Byzanz. Hier wurde 1014 die entscheidende Schlacht von Kleidion am Ende des Ersten Bulgarenreiches zwischen bulgarischen Truppen unter Führung von Fürst Samuil und den Truppen des byzantinischen Kaisers Basileios II. (Wassili II.) ausgetragen. Nach der Niederlage der Bulgaren ließ Basileios 14.000 gefangene Bulgaren blenden. Aufgrund dessen erhielt er den Beinamen „Bulgarentöter“ (bulg. българоубиец, Balgaroubiez). Die Reste von Samuils Festung erinnern noch heute daran.
Im späten Mittelalter wurde Petritsch wieder zu einer wehrhaften Festung – als Befestigungssystem im Südwesten Bulgariens. Die Reste der Festung erheben sich noch heute am Rande der Stadt in den Ausläufern des Belasiza-Gebirges.

### Osmanenzeit
Während der osmanischen Herrschaft wurde Petritsch zu einer typischen osmanischen Kleinstadt im Sandschak Kjustendil in der Provinz (Vilayet) Rumelien. Evliya Çelebi erwähnt die Stadt in seinem Reisebuch (Seyahatnâme) und berichtet, dass sie 1651 Zentrum einer Kaza (Gerichtsbezirk) mit insgesamt 240 Häusern sei, die sich auf zwei Wohnviertel verteilten. Weiterhin gab es mehrere Moscheen, aber nur ein Bad. In der Umgebung gab es 80 Dörfer. Für die Entwicklung von Handwerk und Handel sprach das Vorhandensein von 50 Geschäften. Petritsch war für seine landwirtschaftlichen Produkte bekannt: Getreide, Mais, Roggen, Hafer, Baumwolle, Reis, Tabak und Opium.

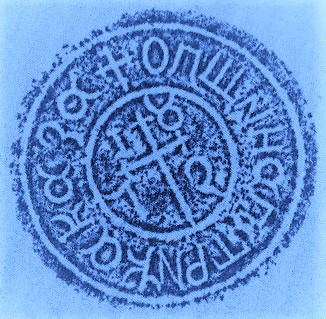
Siegel der Bulgarische Gemeinde von Petritsch aus dem Jahr 1872

Im Zuge der „Bulgarischen Wiedergeburt“ war Petritsch in der zweiten Hälfte des 19. Jahrhunderts Schauplatz eines „Kirchenkampfes“ zwischen der bulgarisch-orthodoxen Kirche und dem griechisch-orthodoxen Patriarchat von Konstantinopel. 1868 wurde der Bau der ersten bulgarischen Kirche Sweti Nikolai vollendet. 1873 wurde die erste bulgarische Schule eröffnet. Ab 1892 gehörte die Mehrheit der Christen von Petritsch dem Bulgarischen Exarchat an.
Infolge des Russisch-Osmanischen Kriegs und dem Frieden von San Stefano wurde Petritsch 1878 dem Fürstentum Bulgarien zugesprochen. Dies wurde jedoch drei Monate später im Berliner Vertrag revidiert und Petritsch wurde dem osmanischen Vilâyet Saloniki zugeordnet.
Laut dem bulgarischen Ethnographen Wassil Kantschow zählte Petritsch um 1900 4.600 türkische, 2.450 bulgarische, 40 walachische und 100 romanische Einwohner.
Als Baumaterial diente Geröll aus dem Flussbett der Struma, die von einem Lehm-Stroh-Gemisch zusammengehalten wurden. Das Erdgeschoss wurde immer als Stall und als Lager für landwirtschaftliche Erzeugnisse genutzt. Das Obergeschoss war von außen über eine Treppe zu erreichen. Die Möblierung der Häuser war spärlich. Die Zimmer waren mit bunten, gewebten Teppichen ausgelegt.

### Neuere Zeit
Petritsch blieb osmanisch bis zu den Balkankriegen, als es am 16. Oktober 1912 von der 3. Tscheta der Makedonisch-Adrianopeler Landwehr unter Nikola Parapanow eingenommen und in der Folge bulgarisch wurde. Laut Memoranden des britischen Konsuls Harry Lamb an seinen Vorgesetzten in Thessaloniki massakrierten „Bulgaren“ zwischen dem 4. und 17. November 1912 über 200 muslimische Geflüchtete aus der Region von Melnik. Vom 20. bis 22. Dezember folgte ein weiterer Massenmord, nachdem ein öffentlicher Ausrufer die Nachricht verbreitet hatte, dass alle in der Stadt verbliebenen Muslime sich vor dem Gebäude des stellvertretenden Gouverneurs versammeln sollten. 364 Personen erschienen dort daraufhin und wurden zu den Kasernen gebracht. 160 von ihnen wurden getötet. Von denjenigen, die sich retten konnten, wurden weitere 100 ein paar Tage später getötet. Nach den Kriegen wurde die Stadt und Region durch vertriebene Bulgaren aus Griechenland und Serbien überfüllt.
Zunächst änderte sich an den Beziehungen zu den Nachbarregionen nichts, auch als Bulgarien nach dem verlorenen Ersten Weltkrieg 1919 im Vertrag von Neuilly-sur-Seine Strumica und Novo Selo an das Königreich Jugoslawien abtreten musste (während Petritsch bei Bulgarien verblieb –  blieb die Grenze weitgehend durchlässig). Traditionell gab es enge soziale, wirtschaftliche und kulturelle Beziehungen zwischen der Region Petritsch sowie Strumica und Novo Selo im heutigen Nordmazedonien (50 bzw. 30 km westlich von Petritsch). Von 1922 bis 1934 beherrschte die Innere Mazedonische Revolutionäre Organisation in der Gegend von Petritsch einen „Staat im Staate“. Sie erhob eigene Steuern, überwachte das öffentliche Leben und führte einen Guerillakrieg mit Jugoslawien, der das außenpolitische Verhältnis zwischen Sofia und Belgrad belastete. Ab 1920 bis 1934 war Petritsch auch Zentrum eines Okrugs.
Während des Balkanfeldzugs im Zweiten Weltkrieg wurde Petritsch 1941 als Truppenaufmarschgebiet der deutschen Truppen für den Angriff gegen Griechenland verwendet.
Während der Volksrepublik Bulgarien war die Stadt im Grenzgebiet zum kapitalistischen Griechenland sowie zu Jugoslawien (das 1948 aus dem sowjetisch geführten Ostblock ausschied) nur mit Einladung und behördlicher Genehmigung zu betreten. Am 27. Juli 1955 wurde nördlich der Stadt ein Passagierflugzeug des Typs Lockheed Constellation der israelischen Fluggesellschaft El Al wegen Verletzung des bulgarischen Luftraums von MIG 15 der bulgarischen Luftstreitkräfte abgeschossen, dabei wurden alle 58 Insassen getötet.
Die Stadt ist seit 2005 Namensgeber für den Petrich Peak, einen Berg auf der Livingston-Insel in der Antarktis.

## Bevölkerungsentwicklung
Die Einwohnerzahl von Petritsch ist stabil.
| Datum      | Einwohnerzahl |
| ---------- | ------------- |
| 31.12.1934 | 10.120        |
| 31.12.1946 | 13.493        |
| 01.12.1956 | 16.401        |
| 01.12.1965 | 20.639        |
| 02.12.1975 | 24.379        |
| 04.12.1985 | 26.482        |

## Sonstiges
Der Fußballklub von Petritsch heißt Belasiza (wie das benachbarte Gebirge Belasiza). Das Fußballstadion heißt „Zar Samuil“.

## Persönlichkeiten
- Baba Wanga (1911–1996), bulgarische Prophetin
- Kiril Georgiew (* 1965), Schachspieler
- Krassimir Kotschew (1974–2025), Ringer
- Ewelina Nikolowa (* 1993), Ringerin